# Nokia 5233

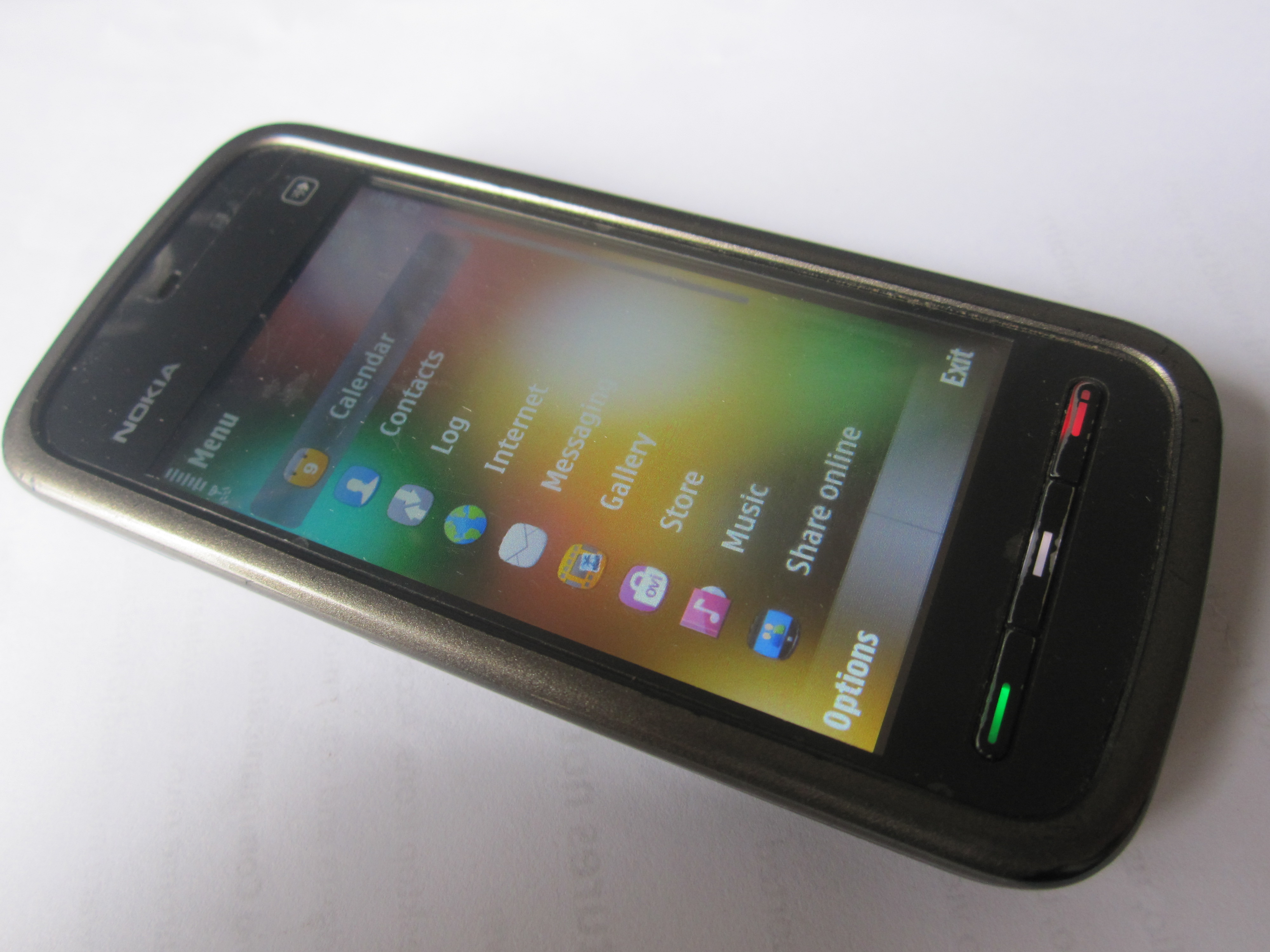
Nokia 5233

Nokia 5233 là phiên bản sau của Nokia 5230. Với thiết kế giống như Nokia 5230, nhưng Nokia 5233 không hỗ trợ kết nối 3G và GPS như Nokia 5230. Vì vậy, Nokia 5233 được bán với giá rẻ hơn 5230 khoảng 400.000VNĐ. Đây là chiếc điện thoại cảm ứng giá rẻ của Nokia, phù hợp với những người bình dân.
Đáng chú ý, Nokia 5233 là chiếc smartphone chạy trên hệ điều hành Symbian S60 phiên bản 5 như N97, 5800 XpressMusic. Máy có màn hình cảm ứng điện trở rộng 3,2 inch, độ phân giải 360 x 640 pixel.Hỗ trợ thẻ nhớ 16GB.
Máy tích hợp kết nối GPRS/EDGE, Bluetooth với A2DP, vi xử lý ARM 11 434 MHz, camera 2 Megapixel, hỗ trợ chơi nhạc và các tính năng giải trí cơ bản khác.
Tại Việt Nam, Nokia 5233 có hai màu trắng và đen, phụ kiện theo máy gồm pin BL-5J(1.320mAh), tai nghe stereo WH-102, sạc, dây USB và sách hướng dẫn.